# Cybister vicinus
Cybister vicinus är en skalbaggsart som beskrevs av Zimmermann 1917. Cybister vicinus ingår i släktet Cybister och familjen dykare. Inga underarter finns listade i Catalogue of Life.